# John Roe
John Roe (6 de outubro de 1959 – 9 de março de 2018) foi um matemático britânico.
John Roe cresceu no interior, em Shropshire. Frequentou a Rugby School, estudou na Universidade de Cambridge e obteve um doutorado em 1985 na Universidade de Oxford, orientado por Michael Atiyah, com a tese Analysis on manifolds. Como pós-doutorando esteve no Mathematical Sciences Research Institute (MSRI) na Universidade da Califórnia em Berkeley e foi depois tutor no Jesus College, Universidade de Oxford. Desde 1998 é Professor da Universidade Estadual da Pensilvânia.
Em 1996 recebeu o Prêmio Whitehead. Foi fellow da American Mathematical Society.

## Obras
- Elementary Geometry, Oxford University Press, 1993
- Coarse cohomology and index theory on complete Riemannian manifolds, American Mathematical Society, 1993
- Herausgeber: Index theory, coarse geometry and topology of manifolds, American Mathematical Society, 1996
- com Nigel Higson: Analytic K-homology, Oxford University Press, 2000
- com Nigel Higson (Herausgeber): Surveys in noncommutative geometry, American Mathematical Society 2006 (Clay Math. Inst. Symp.)
- Elliptic operators, topology, and asymptotic methods, Wiley 1988
- Lectures on coarse geometry, American Mathematical Society, 2003
- com Nigel Higson: Amenable group actions and the Novikov conjecture. Journal für die reine und angewandte Mathematik, 519 (2000), 143–153.